# Malene Sørensen
Malene Sørensen (født 23. januar 1995) er en kvindelig dansk fodboldspiller, der spiller angreb for FC Thy-Thisted Q i Elitedivisionen. og Danmarks U/23-kvindefodboldlandshold.
Hun var med til at sikre oprykningen med FC Thy-Thisted Q i 2018 til Elitedivisionen. Samme sæson klubben var oprykket, endte holde på en samlet fjerde plads.